# Luray Caverns

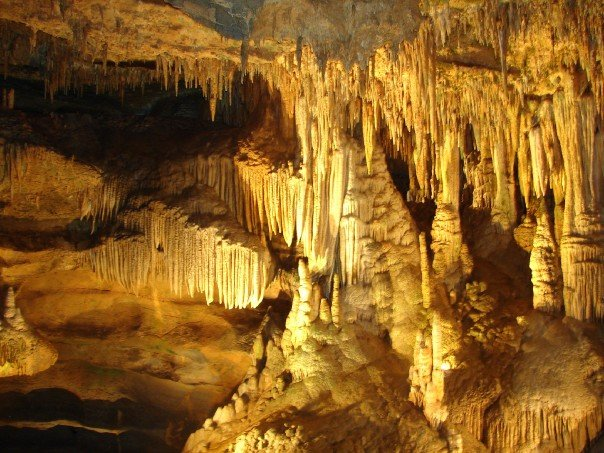

Luray Caverns är ett grottsystem av karstgrottor beläget vid samhället Luray i Virginia, omkring 145 kilometer västsydväst om Washington.
Grottsystemet upptäcktes 1878 och är ett av de visuellt mest spektakulära i USA.